# Matériels militaires de Taïwan
Après avoir acheté directement son matériel militaire aux États-Unis, Taïwan développa tout une gamme d'armement qui va de l'arme légère à l'avion de chasse.

## Missiles
- Tien-Chien I : missile air-air
- Tien Chien II : missiles air-air
- Hsiung-Feng : missile anti-navire
- Thunderbolt 2000 : lance-roquettes multiple

## Systèmes aériens
- F-CK-1 Ching-Kuo : avion de chasse
- AT-3 Tzu-Chiang : avion d'entraînement et d'attaque au sol